# 內米沙耶韋
内米沙耶韋（羅馬化：Nemishaieve；又译涅米沙耶韦）是烏克蘭中北部基輔州布恰区内米沙耶韦市镇内的鎮，及该市镇的行政中心。始建於1900年，1950年由村落升格為市級鎮，於2023年改制為鎮。面積58.65平方公里，海拔高度156米，2021年估計人口有7,841人。

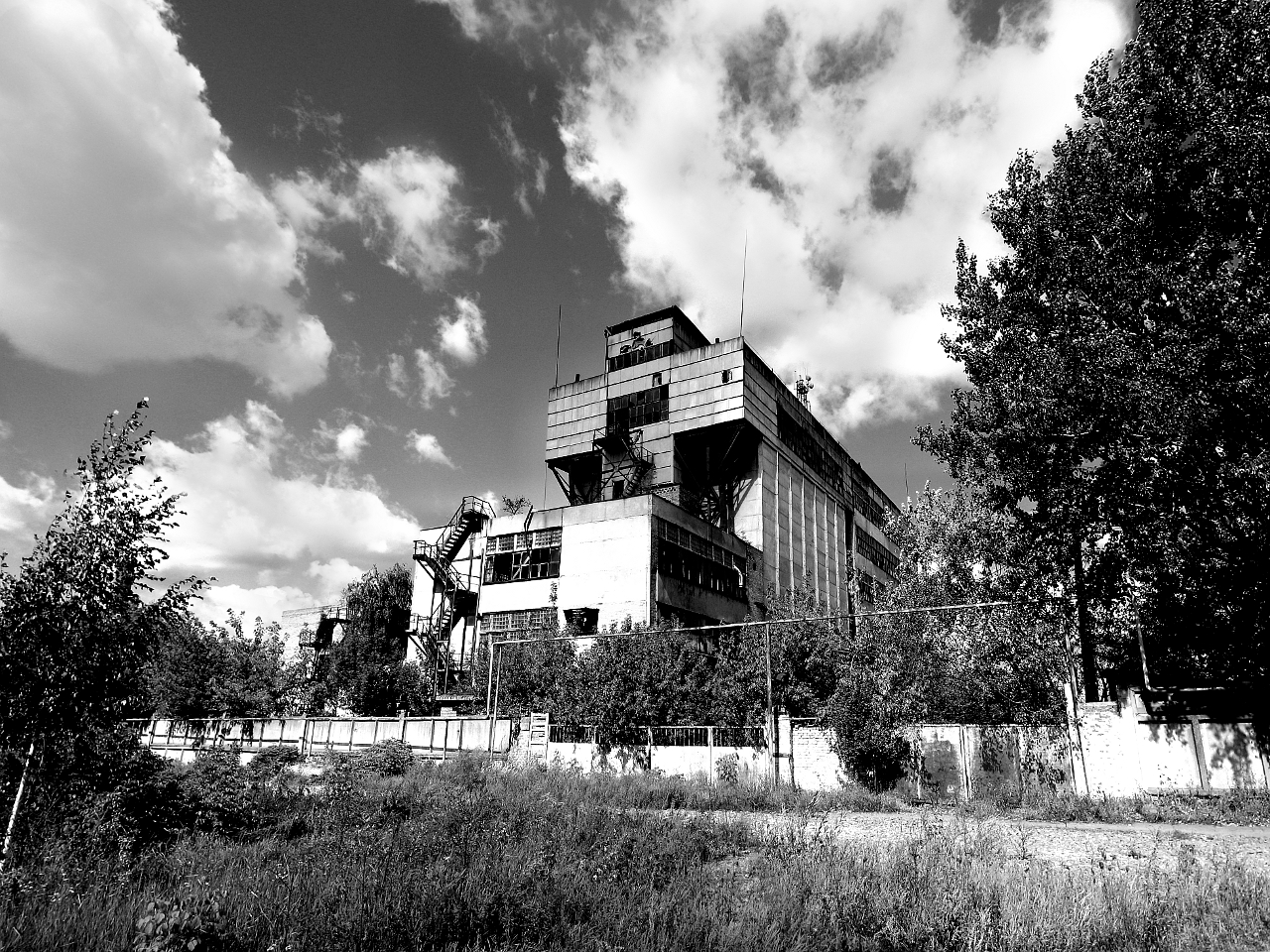